# Lluís Companys i Micó
Lluís Companys i Micó, familiarment Lluïset (Barcelona, 5 de novembre de 1911 – París, 1956), fou l'únic fill home del president de la Generalitat de Catalunya Lluís Companys i Jover. Víctima d'una greu malaltia mental, es trobava en una clínica psiquiàtrica de París quan es va produir la invasió alemanya. En ser evacuat al sud del país, es va perdre el contacte amb ell i el seu pare va renunciar a fugir de França, la qual cosa va afavorir la seva detenció, lliurament il·legal al govern franquista i execució a l'octubre de 1940. Després de la mort del seu pare, va poder ser localitzat per Carme Ballester, segona dona del president de la Generalitat, que es va responsabilitzar d'ell fins a la seva mort.

## Biografia
Lluís Companys i Micó, Lluïset com se li coneixia familiarment, era el primer fill i únic home del matrimoni entre Lluís Companys i Mercè Micó (el matrimoni va tenir dos fills, Lluís i Maria). Va estudiar en l'Institut Balmes de Barcelona i més tard Dret a la Universitat de Barcelona. Ja a la universitat, va participar en protestes a favor de la República (va ser detingut per això a l'octubre de 1930). En aquesta època, es movia en cercles esquerrans en companyia d'amics com Jaume Anton Aiguadé, Josep Maria Lladó, Joan Sales, Llibert Estartús, Heribert Barrera o Hèctor Gally (que posteriorment es casaria amb la seva germana). El 1933, quan encara es trobava estudiant, va sofrir un brot de hebefrenia catatònica, un tipus greu d'esquizofrènia que empitjorava progressivament i en la qual alternava períodes de depressió amb uns altres d'agressivitat, que es manifestava habitualment abans de complir els 25 anys.

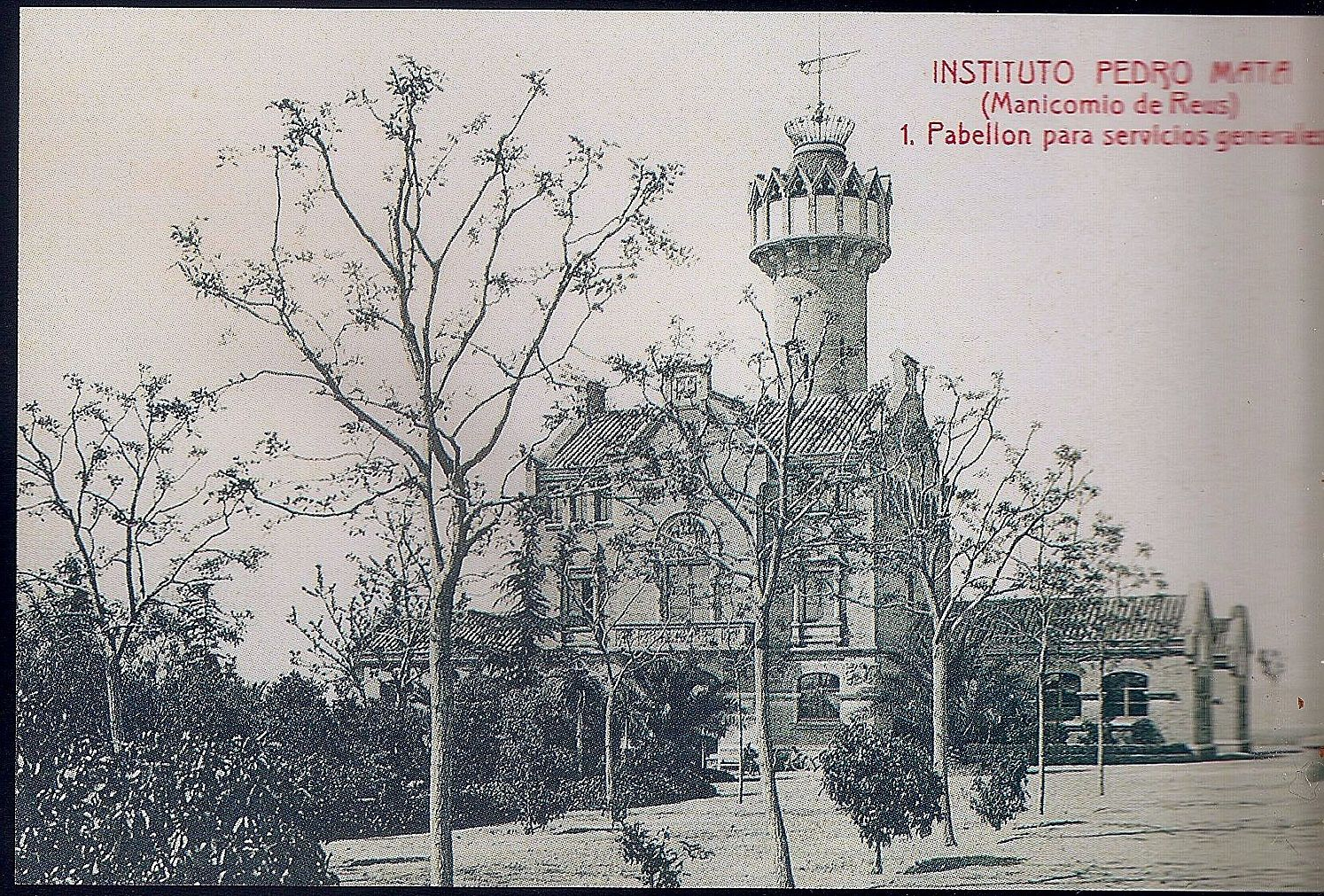
L'Institut Pere Mata de Reus, en el qual Lluïset Companys va estar internat entre gener de 1936 i l'inici de la Guerra Civil.

Després de sofrir el brot esquizofrènic, va ser tractat en l'Institut Pere Mata de Reus, però va seguir vivint amb la seva mare a Lloret de Mar, a cura d'un infermer (encara que no es van divorciar fins a setembre de 1936, els seus pares vivien separats, almenys, des de 1933). No va ser internat fins a 1936, amb el seu pare encara a la presó després d'haver proclamat l'Estat català a l'octubre de 1934 (Lluïset va estar el 6 d'octubre a la seu del CADCI en la rambla de Santa Mònica de Barcelona, però va poder escapar abans que fos bombardejada i presa per l'Exèrcit, i refugiar-se a Lloret amb la seva mare). El gener de 1936, la seva mare i la seva germana van tornar a Barcelona, però Lluïset va ser internat en l'Institut Pere Mata. En esclatar la Guerra Civil, el caos es va ensenyorir del psiquiàtric, dispersant-se els malalts, per la qual cosa Lluís Companys va decidir enviar a Lluïset fora d'Espanya, primer a un sanatori en Kreuzlingen (Suïssa), i més tard a un altre a Bèlgica, l'Institut Fond'Roy, en Uccle, als afores de Brussel·les. El 30 de setembre de 1938 Companys va decidir traslladar al seu fill a l'hospital psiquiàtric L'Abbaye, en Viry-Chatillon, a pocs quilòmetres al sud de París. Allí vivia amb la seva família i treballava, encara que de manera no oficial, ja que no havia pogut convalidar el títol espanyol, el doctor Anguera de Sojo, com a ajudant d'un dels metges del centre, del que era amic. En paraules de l'historiador Josep Benet, el doctor Anguera de Sojo «es va ocupar del fill malalt del president amb gran generositat i competència professional» (Companys pare li va expressar el seu agraïment en diversos escrits). També es va encarregar de la cura de la jove Carme Ballester, segona esposa de Companys, que havia arribat a França a l'abril d'aquest any.
Després de l'arribada de Lluís Companys a França, al febrer de 1939, es va assentar a París, on va poder mantenir un contacte habitual amb el seu fill ingressat en la clínica psiquiàtrica. En una carta de juny de 1939 dirigida al seu amic Ángel Ossorio y Gallardo, li explicava l'estat de Lluïset: «El meu fill —dins del curs de la seva malaltia— bé. Unes noves injeccions li van bé i s'observa millorança. No havien permès parlar-li i solament vaig poder veure-li des que va sortir. Ara vaig, passegem, parlem. Clar, no recorda bé les coses, passa períodes més foscos, però tranquil, fins a content i sense crisis agudes. El doctor està content i és un consol per a mi poder parlar-li». Després del seu trasllat a la localitat bretona de La Baule-els-Pins, a 300 quilòmetres de París, aprofitava els seus freqüents trasllats a París per seguir veient-li. En produir-se la invasió alemanya de França, al maig de 1940, els pacients de L'Abbaye van ser traslladats cap al sud de França. No obstant això, es va produir un bombardeig alemany sobre la carretera per la qual transitava el comboi i Lluïset es va perdre entre els refugiats que atapeïen la zona. Incapaç de parlar i sense documentació, va ser inicialment confós amb un soldat desertor i finalment ingressat en un psiquiàtric de Llemotges, una ciutat que després de l'armistici quedaria a la zona no ocupada pels alemanys. Va ser la desaparició del seu fill el que va fer que el president de la Generalitat renunciés a exiliar-se a Mèxic, on es trobava la seva filla Maria des de l'any anterior. La malaltia del seu fill s'havia convertit en una obsessió per al president, que va reflectir en els seus escrits i en els testimoniatges dels quals ho van tractar en aquesta època. Per exemple, el lehendakari José Antonio Aguirre, que va tornar a Espanya per acompanyar a Companys en el seu pas de la frontera cap a l'exili, va narrar la impressió que li havia causat la preocupació del president català pel seu fill.
El 13 d'agost de 1940 va ser detingut per la policia militar alemanya i, dues setmanes després, lliurat a les autoritats franquistes. Després de ser sotmès a un consell de guerra sumaríssim i resultar condemnat a mort, va ser afusellat a Barcelona el 15 d'octubre. La sort del seu fill va seguir sent una de les seves majors preocupacions durant els seus últims dies de vida. Per tranquil·litzar-li, poc abans de morir, la seva germana Ramona li va dir que havien trobat el seu fill, encara que no era cert.
El meu fill Lluís se va perdre quan els metges de [..] "L'abbaye" el traslladaven, davant les contingències de la guerra; i no he sabut res més. A la meva filla Maria a la que correspon legalment, li recomano l'administració i cuidado de dit fill meu, i així li encomano especialment, que ja ho farà com a bona germana que és. I també sé que la meva esposa Carme que l'ha cuidat aquest temps amb tant d'amor i atenció, no desitjaria res més que ajudar-hi. I consigno la meva gratitud al doctor Anguera, i família, que tant han fet. [..] Donades les circumstàncies actuals, les dificultats presents de tot ordre i essent la meva filla a Mèxic, cuidarà mentrestant de tot la meva esposa. 
Mentrestant, a França, Carme Ballester havia tractat de trobar a Lluïset posant anuncis en periòdics de la zona no ocupada. Pocs dies abans de l'execució del seu marit, va rebre una postal enviada pel prefecte de Llemotges en el qual la informava d'una persona que corresponia amb la descripció de Lluïset en un hospital psiquiàtric de la ciutat. Com viatjar a la zona no ocupada no era factible, Ballester va recórrer al sacerdot exiliat i periodista Josep Maria Tarragó (que havia tractat, sense èxit, de posar-la en contacte amb el seu marit durant la seva estada a la presó de la Santé), el qual disposava d'un permís per desplaçar-se entre les dues zones de França. Tarragó va viatjar a Llemotges entorn del 15 d'octubre de 1940 i va poder constatar que la persona referida pel prefecte era efectivament Lluïset. L'1 de novembre de 1940 Tarragó va partir cap a París amb el fill del president. Van creuar la línia de demarcació per Moulins, on el doctor Anguera, la seva esposa, i Joan Tauler, secretari del president Companys, els estaven esperant. Com a L'Abbaye estava pràcticament desmantellat, Anguera de Sojo va haver de buscar un habitatge per a ell i la seva família, en Saint-Maurice, als afores de París. Com que no podia tornar a ingressar-li en el sanatori, Anguera de Sojo va acollir a Lluïset Companys a la seva pròpia casa, on es va ocupar d'ell. De la seva cura i vigilància estava al càrrec una antiga empleada del sanatori, gràcies a l'ajuda que la JARE pagava a Carme Ballester. No obstant això, a principis de 1942, el doctor i la seva família van tornar a Espanya, per la qual cosa Lluïset va ser ingressat en una clínica psiquiàtrica en Saint-Mandé, en els suburbis de París. Carme Ballester, que s'havia traslladat a viure a París per estar prop del malalt, pagava les seves cures gràcies al subsidi de la JARE. Quan aquests es van acabar, va haver de posar-se a treballar per fer-ho. En la clínica de Saint-Mandé manar la malaltia mental de Lluïset Companys es va complicar amb una tuberculosi osea, fruit de la qual li van haver d'amputar una cama el 1947. Carme Ballester es va ocupar de Lluïset durant aquests anys, «amb una abnegació exemplar». En una carta a la filla d'Ángel Ossorio i Gallardo, Carme Ballester li deia: «No sé com es pot resistir físicament tant, tan malament. Ell no es queixa mai. Jo estic tant com m'és possible al seu costat. Ell ha estat la raó de la meva vida i no té a ningú més que jo per ocupar-se d'ell». Segons Oriol Dueñas, biògraf de Ballester, el greu estat de Companys i Micó feia inviable el seu trasllat a Mèxic, on vivien la seva germana i la seva mare. Lluïset va morir el 1956 i va ser enterrat a Saint-Mandé. Al funeral va assistir una trentena d'exiliats catalans, entre els quals es trobava l'exconseller de Cultura Ventura Gassol. En la seva tomba va figurar la inscripció «Lluís Companys i Micó. Mort exiliat a França. 1911-1956». Quan el 1972 va morir Carme Ballester, va ser enterrada al seu costat.
Les seves restes, juntament amb les de Carme Ballester, van ser traslladades, el 24 de febrer de 1998, a Barcelona. Allí van rebre sepultura, el 3 de març, en el mateix nínxol del cementiri de Montjuïc, en el qual hi havia estat enterrat Companys fins al trasllat de les seves restes al Fossar de la Pedrera del mateix cementiri. Al sepeli van assistir Jordi Pujol, president de la Generalitat, Joan Reventós, president del Parlament de Catalunya, i Joan Clos, alcalde de Barcelona.